# Tony Ray-Jones
Tony Ray-Jones (né le 7 juin 1941 à Wells, Somerset - mort le 13 mars 1972 à Londres) est un photographe anglais.

## Biographie
Né Holroyd Anthony Ray-Jones, il était le plus jeune fils de Raymond Ray-Jones (en) (1886–1942), un peintre mort quand il était âgé de seulement 8 mois et de Effie Irene Pearce, qui aurait travaillé comme physiothérapeute. Après la mort de son père, sa mère emmène sa famille de Tonbridge dans le Kent à Little Baddow (près de Chelmsford, Essex), et ensuite d'Hampstead à Londres. Il suivit sa scolarité à l'école catholique Christ's Hospital (Horsham), qu'il détestait.
Ensuite, il étudie à l'Ecole de peinture de Londres, où il concentra ses efforts sur le graphisme. Au début des années 1960, il réussit à rentrer à l'université d'art de Yale grâce à ses photographies du nord de l'Afrique prises à travers les vitres d'un taxi. Bien qu'il ne soit âgé que de 19 ans à son arrivée à Yales, Ray-Jones possédait un talent indubitable, et en 1963 il participe au magazine Car and Driver and Saturday Evening Post.
En 2004, il est exposé aux Rencontres d'Arles, France.